# Hole-in-one
Ein Hole-in-one oder Ass bedeutet im Golf das erfolgreiche Spielen einer Bahn mit einem einzigen Schlag, also das „Einlochen“ des Abschlags.

## Wahrscheinlichkeiten
Ein Hole-in-one gelingt sehr selten; solch ein „Glückstreffer“ wird entsprechend beachtet und gefeiert. Laut Golfmagazin Golf Digest ist die Chance eines Amateur-Golfers, ein Ass zu erzielen, 1 zu 12.750. Zahlen des Deutschen Golf Verbandes weisen in eine ähnliche Richtung: Im Jahr 2007 wurden bei 4,8 Millionen gespielten Par-3-Löchern insgesamt 473 Hole-in-ones erzielt, was eine Wahrscheinlichkeit von 1 zu 10.150 darstellt.
Zu vergleichbaren Zahlen kommt die Hole In One Insurance. Laut dieser amerikanischen Versicherung liegt die Chance eines Amateurs bei 1 zu 12.500, die eines Golfprofis bei 1 zu 2500. Mit zunehmender Länge der Bahn sinkt die Wahrscheinlichkeit eines Hole-in-ones. Aufgrund dessen werden praktisch nur an Par-3-Löchern Asse erzielt.

## Rituale nach dem Erzielen eines Hole-in-ones
In Amateurturnieren ist es üblich, alle Mitspieler auf einen Drink einzuladen.
Es existieren spezielle „Hole-in-one-Versicherungen“, die Veranstalter von Golfturnieren dagegen versichern, dass tatsächlich ein oder mehrere Spieler ein Hole-in-One spielen. Diese Versicherungen übernehmen im Fall eines Hole-in-Ones die Kosten für die meist hochwertigen Preise.
Bei Freizeitrunden ohne Turniercharakter ist es in Schottland Sitte, die nächste Runde in derselben Besetzung in einem Schottenrock zu spielen.
In Golfclubhäusern hängen meist Listen mit allen jemals auf dem Golfplatz gespielten Assen, ebenso werden in bestimmten Magazinen alle landesweit im letzten Monat gespielten und offiziell bestätigten Asse aufgelistet.
Bei Profigolfern sind Asse häufiger, da sie an vielen Turnieren teilnehmen und sehr genau spielen können. Bei Profiturnieren wird häufig von Sponsoren ein wertvoller Preis (beispielsweise ein Auto oder eine Uhr) für den Spieler ausgelobt, der als Erster an einer bestimmten Bahn ein Hole-in-one erzielt.

## Rekorde
- 2001 kam es zum ersten Hole-in-one an einem Par 4 in der Geschichte der US PGA Tour (Andrew Magee, 25. Januar 2001 in Scottsdale). Kurioserweise wurde der Ball vom Putter von Tom Byrum ins Loch gelenkt. Da auf Par 4s die Spieler üblicherweise bereits abschlagen, während die Gruppe vor ihnen noch auf dem Grün ist, wurde dies möglich.[4] Ein Hole-in-One auf einem Par-4-Loch entspricht auch einem Albatros, also einem Ergebnis mit 3 Schlägen unter dem Lochstandard. Albatrosse sind sehr selten und werden fast ausschließlich auf Par-5-Löchern erzielt.
- Am 20. August 2016 erzielte Wolfgang Huget (Osnabrücker GC) ein Hole-in-One auf einem Par-4-Loch (Länge 305 Meter) im Rahmen der Mannschaftsmeisterschaften des Golfverbands Niedersachsen/Bremen auf dem Platz des Golf Park Steinhuder Meer[5].
- Am 17. Dezember 2014 schaffte der 103-jährige US-Amerikaner Gus Andreone auf dem Kurs Palm Aire Clubs in Sarasota „aller Wahrscheinlichkeit nach“ als bisher ältester Spieler einen Hole-in-one.[6] Der bisherige Altersrekord wurde von der 102-jährigen Elsie McLean gehalten (8. April 2007 in Chico (Kalifornien), bei einem Par 3 über 91 Meter).
- Als jüngster Spieler mit einem Hole-in-one gilt Coby Orr. Im Jahr 1975 erzielte er im Alter von 5 Jahren ein Hole-in-One über eine Distanz von 100,6 m (110 Yards) im Riverside Golf Club in Grand Prairie (Texas).[7]
- Die vermutlich erste blinde Golferin, die ein Hole-in-one schlug, ist die US-Amerikanerin Sheila Drummond. Am 19. August 2007 schlug die 53-Jährige auf einem Par-3-Loch in Lehington (Pennsylvania) den Ball aus 132 Metern direkt ins Loch.[8]
- Graham Marsh lochte während derselben Veranstaltung auf derselben Spielbahn zwei Mal zum Hole-in-One ein. Dies gelang dem damals 60-jährigen Australier 2004 während der British Open für Senioren.[9]
- Dem blinden Golfspieler Leo Fiyalko gelang am 10. Januar 2008 in Clearwater (Florida) ein Hole-in-One. Der US-Amerikaner war zu dem Zeitpunkt 92 Jahre alt und schlug den Ball aus einer Entfernung von ca. 100 Metern direkt ins Loch.
- Einen der wohl spektakulärsten Schläge in der Geschichte des Golfsports tätigte 2002 der Golfer Mike Crean im Green Valley Ranch Club in Denver. Auf einem 466 m langen Par 5 lochte er den Ball vom Abschlag mit einem ungewöhnlich weiten Drive zu einem Double Albatross.[10][11]
- Ein außergewöhnlicher Erstschlagtreffer gelang Shawn Stefani bei den US Open 2013, als bei einem eigentlich misslungenen Schlag, der neben dem Grün gelandet war, der Ball noch zurück ins Grün und langsam aber sicher ins Loch trudelte.[12]
- Am 11. August 2016 erzielte Justin Rose das erste Hole-in-one in einem olympischen Golfwettbewerb auf einem Par-3-Loch während der Olympischen Sommerspiele in Rio de Janeiro.[13]